# 王晏 (正統進士)
王晏（1404年—？），字仲清，山西澤州高平縣民籍，陝西安定縣人。明朝政治人物。同進士出身。

## 生平
宣德七年（1432年）壬子科陝西鄉試第四名。正統四年（1439年）己未科會試第二十一名，殿試登進士第三甲第三十四名。

## 家族
曾祖父王思誠。祖父王鵬飛。父亲王良，曾任隴西縣學教諭。